# Albi di Nathan Never
Elenco delle pubblicazioni relative al fumetto Nathan Never. L'elenco riguarda esclusivamente la serie regolare.
Le copertine che sono state realizzate da:
- Claudio Castellini dal numero 0 al 59
- Roberto De Angelis dal numero 60 al 249
- Sergio Giardo dal numero 250 in poi.

Come da tradizione della Bonelli il numero 100 e suoi multipli sono a colori:
- Roberto De Angelis, Pako Massimo e Aldo Guarino per il numero 100
- Germano Bonazzi e Fabio D'Auria per il numero 200
- Francesca Piscitelli per il numero 300
- Oscar Celestini per il numero 304
- Elisa Sguanci e Daniele Rudoni per il numero 400

| Indice 1991 · 1992 · 1993 · 1994 · 1995 · 1996 · 1997 · 1998 · 1999 · 2000 2001 · 2002 · 2003 · 2004 · 2005 · 2006 · 2007 · 2008 · 2009 · 2010 2011 · 2012 · 2013 · 2014 · 2015 · 2016 · 2017 · 2018 · 2019 · 2020 2021 · 2022 · 2023 · 2024 · 2025 |

## Albi anno per anno

### 1991
| Nr. | Titolo               | Mese di pubblicazione | Soggetto                                 | Sceneggiatura                            | Disegni            |
| --- | -------------------- | --------------------- | ---------------------------------------- | ---------------------------------------- | ------------------ |
| 0   | Il numero zero       | Aprile 1991           | Michele Medda, Antonio Serra, Bepi Vigna | Michele Medda, Antonio Serra, Bepi Vigna | Roberto de Angelis |
| 1   | Agente speciale Alfa | Giugno 1991           | Antonio Serra                            | Antonio Serra                            | Claudio Castellini |
| 2   | Il monolito nero     | Luglio 1991           | Antonio Serra, Michele Medda, Bepi Vigna | Antonio Serra, Michele Medda, Bepi Vigna | Germano Bonazzi    |
| 3   | Operazione Drago     | Agosto 1991           | Bepi Vigna                               | Bepi Vigna                               | Stefano Casini     |
| 4   | L'isola della morte  | Settembre 1991        | Bepi Vigna                               | Bepi Vigna                               | Stefano Casini     |
| 5   | Forza invisibile     | Ottobre 1991          | Michele Medda                            | Michele Medda                            | Romeo Toffanetti   |
| 6   | Terrore sotto zero   | Novembre 1991         | Bepi Vigna                               | Bepi Vigna                               | Germano Bonazzi    |
| 7   | La zona proibita     | Dicembre 1991         | Antonio Serra                            | Antonio Serra                            | Nicola Mari        |

Allegato al numero 7 vi era una ristampa del numero 0

### 1992
| Nr. | Titolo                       | Mese di pubblicazione | Soggetto                                 | Sceneggiatura                            | Disegni              |
| --- | ---------------------------- | --------------------- | ---------------------------------------- | ---------------------------------------- | -------------------- |
| 8   | Uomini ombra                 | Gennaio 1992          | Antonio Serra                            | Antonio Serra                            | Nicola Mari          |
| 9   | Gli occhi di uno sconosciuto | Febbraio 1992         | Michele Medda                            | Michele Medda                            | Stefano Casini       |
| 10  | Inferno                      | Marzo 1992            | Bepi Vigna                               | Bepi Vigna                               | Dante Bastianoni     |
| 11  | Fanteria dello spazio        | Aprile 1992           | Antonio Serra                            | Antonio Serra                            | Roberto De Angelis   |
| 12  | L'ultima battaglia           | Maggio 1992           | Antonio Serra                            | Antonio Serra                            | Roberto De Angelis   |
| 13  | Oltre le stelle              | Giugno 1992           | Antonio Serra, Michele Medda, Bepi Vigna | Antonio Serra, Michele Medda, Bepi Vigna | Germano Bonazzi      |
| 14  | Terra bruciata               | Luglio 1992           | Michele Medda                            | Michele Medda                            | Esposito Bros        |
| 15  | I predoni del deserto        | Agosto 1992           | Michele Medda                            | Michele Medda                            | Esposito Bros        |
| 16  | Il campione                  | Settembre 1992        | Michele Medda                            | Michele Medda                            | Stefano Casini       |
| 17  | Sopravvivenza zero           | Ottobre 1992          | Michele Medda                            | Michele Medda                            | Francesco Bastianoni |
| 18  | L'abisso delle memorie       | Novembre 1992         | Michele Medda                            | Michele Medda                            | Nicola Mari          |
| 19  | L'undicesimo comandamento    | Dicembre 1992         | Michele Medda                            | Michele Medda                            | Nicola Mari          |

Allegato al numero 19 vi era un albo intitolato Giochi di Guerra la cui ideazione era di tutta la banda dei Sardi (Medda, Vigna, Serra) ma soggetto e sceneggiatura di Antonio Serra e disegni di Roberto de Angelis e copertina di Claudio Castellini

### 1993
| Nr. | Titolo                      | Mese di pubblicazione | Soggetto                       | Sceneggiatura | Disegni                    |
| --- | --------------------------- | --------------------- | ------------------------------ | ------------- | -------------------------- |
| 20  | L'ora della vendetta        | Gennaio 1993          | Federico Memola, Antonio Serra | Antonio Serra | Esposito Bros              |
| 21  | Delirio                     | Febbraio 1993         | Bepi Vigna                     | Bepi Vigna    | Stefano Casini             |
| 22  | Demoni                      | Marzo 1993            | Antonio Serra                  | Antonio Serra | Pino Rinaldi, Michele Pepe |
| 23  | Un mondo perduto            | Aprile 1993           | Antonio Serra                  | Antonio Serra | Dante Bastiononi           |
| 24  | La prigioniera del castello | Maggio 1993           | Antonio Serra                  | Antonio Serra | Germano Bonazzi            |
| 25  | I vendicatori               | Giugno 1993           | Antonio Serra                  | Antonio Serra | Germano Bonazzi            |
| 26  | Vampyrus                    | Luglio 1993           | Michele Medda                  | Michele Medda | Nicola Mari                |
| 27  | Cuore di tenebra            | Agosto 1993           | Bepi Vigna                     | Bepi Vigna    | Stefano Casini             |
| 28  | Io, robot                   | Settembre 1993        | Antonio Serra                  | Antonio Serra | Francesco Bastianoni       |
| 29  | L'ultima onda               | Ottobre 1993          | Bepi Vigna                     | Bepi Vigna    | Stefano Casini             |
| 30  | L'enigma di Gabriel         | Novembre 1993         | Antonio Serra                  | Antonio Serra | Roberto De Angelis         |
| 31  | Il canto della balena       | Dicembre 1993         | Antonio Serra                  | Antonio Serra | Mario Alberti              |

### 1994
| Nr. | Titolo                | Mese di pubblicazione | Soggetto                           | Sceneggiatura                      | Disegni                          |
| --- | --------------------- | --------------------- | ---------------------------------- | ---------------------------------- | -------------------------------- |
| 32  | Dirty Boulevard       | Gennaio 1994          | Michele Medda                      | Michele Medda                      | Germano Bonazzi                  |
| 33  | Una voce dal passato  | Febbraio 1994         | Antonio Serra                      | Antonio Serra                      | Ivan Calcaterra                  |
| 34  | Buffalo Express       | Marzo 1994            | Michele Medda                      | Michele Medda                      | Romeo Toffanetti                 |
| 35  | Le terre morte        | Aprile 1994           | Michele Medda                      | Michele Medda                      | Romeo Toffanetti                 |
| 36  | Tragica ossessione    | Maggio 1994           | Michele Medda                      | Michele Medda                      | Stefano Casini                   |
| 37  | L'orrore sopra di noi | Giugno 1994           | Antonio Serra                      | Antonio Serra                      | Dante Bastianoni                 |
| 38  | I figli della notte   | Luglio 1994           | Michele Medda                      | Michele Medda                      | Nicola Mari                      |
| 39  | Cacciatori e prede    | Agosto 1994           | Michele Medda                      | Michele Medda                      | Germano Bonazzi                  |
| 40  | Il segreto di Reiser  | Settembre 1994        | Bepi Vigna                         | Bepi Vigna                         | Mario Alberti                    |
| 41  | Le tre verità         | Ottobre 1994          | Bepi Vigna                         | Bepi Vigna                         | Stefano Casini                   |
| 42  | Paura sul fondo       | Novembre 1994         | Alberto Lisiero, Gabriella Cordone | Alberto Lisiero, Gabriella Cordone | Stefano Casini                   |
| 43  | Il ritorno di Raven   | Dicembre 1994         | Antonio Serra                      | Antonio Serra                      | Andrea Artusi, Francesco Rizzato |

Allegato al numero 43 vi era un albo intitolato Nathan Never presenta Klonz la cui ideazione era di tutta la banda dei Sardi (Medda, Vigna, Serra) ma soggetto e sceneggiatura di Michele Medda e disegni di Leone Compellin e Paolo di Clemente e copertina di Mario alberti

### 1995
| Nr. | Titolo                    | Mese di pubblicazione | Soggetto                       | Sceneggiatura                  | Disegni                                                             |
| --- | ------------------------- | --------------------- | ------------------------------ | ------------------------------ | ------------------------------------------------------------------- |
| 44  | Il satellite killer       | Gennaio 1995          | Antonio Serra                  | Antonio Serra                  | Francesco Bastianoni                                                |
| 45  | Progetto mortale          | Febbraio 1995         | Federico Memola                | Federico Memola                | Germano Bonazzi                                                     |
| 46  | La fratellanza ombra      | Marzo 1995            | Antonio Serra                  | Antonio Serra                  | Ivan Calcaterra                                                     |
| 47  | Exodus                    | Aprile 1995           | Antonio Serra                  | Antonio Serra                  | Ivan Calcaterra, Gianmauro Cozzi, Sergio Masperi, Francesco Rizzato |
| 48  | Contagio                  | Maggio 1995           | Bepi Vigna                     | Bepi Vigna                     | Romeo Toffanetti                                                    |
| 49  | Il vendicatore mascherato | Giugno 1995           | Bepi Vigna                     | Bepi Vigna                     | Leone Cimpellin, Paolo Di Clemente                                  |
| 50  | La biblioteca di Babele   | Luglio 1995           | Katia Albini, Antonio Serra    | Antonio Serra                  | Nicola Mari                                                         |
| 51  | I predatori del mare      | Agosto 1995           | Gianni Brusasca, Antonio Serra | Gianni Brusasca, Antonio Serra | Germano Bonazzi                                                     |
| 52  | Bersaglio umano           | Settembre 1995        | Michele Medda                  | Michele Medda                  | Stefano Casini                                                      |
| 53  | Partita mortale           | Ottobre 1995          | Michele Medda                  | Michele Medda                  | Stefano Casini                                                      |
| 54  | Bauhaus Killer            | Novembre 1995         | Stefano Piani, Alberto Ostini  | Stefano Piani, Alberto Ostini  | Roberto De Angelis                                                  |
| 55  | Caccia all'uomo           | Dicembre 1995         | Michele Medda                  | Michele Medda                  | Ernestino Michelazzo                                                |

### 1996
| Nr. | Titolo                    | Mese di pubblicazione | Soggetto                           | Sceneggiatura                      | Disegni                |
| --- | ------------------------- | --------------------- | ---------------------------------- | ---------------------------------- | ---------------------- |
| 56  | La storia di Kathy Teller | Gennaio 1996          | Bepi Vigna                         | Bepi Vigna                         | Nicola Mari            |
| 57  | Thor 14                   | Febbraio 1996         | Pasquale Ruju                      | Pasquale Ruju                      | Roberto Zaghi          |
| 58  | La vendetta del drago     | Marzo 1996            | Bepi Vigna                         | Bepi Vigna                         | Stefano Casini         |
| 59  | Il torneo finale          | Aprile 1996           | Bepi Vigna                         | Bepi Vigna                         | Stefano Casini         |
| 60  | Sfida negli abissi        | Maggio 1996           | Antonio Serra                      | Antonio Serra                      | Massimiliano Bertolini |
| 61  | Uno spettro nel computer  | Giugno 1996           | Antonio Serra                      | Stefano Piani                      | Francesco Bastianoni   |
| 62  | Discesa agli inferi       | Luglio 1996           | Antonio Serra                      | Stefano Piani                      | Ernestino Michelazzo   |
| 63  | Il mare della desolazione | Agosto 1996           | Stefano Vietti                     | Stefano Vietti                     | Giancarlo Olivares     |
| 64  | L'isola nel cielo         | Settembre 1996        | Vincenzo Beretta, Stefano Vietti   | Stefano Vietti                     | Gigi Simeoni           |
| 65  | La guerra senza tempo     | Ottobre 1996          | Vincenzo Beretta, Stefano Vietti   | Stefano Vietti, Antonio Serra      | Andrea Mutti           |
| 66  | Hadija                    | Novembre 1996         | Alberto Lisiero, Gabriella Cordone | Alberto Lisiero, Gabriella Cordone | Ivan Calcaterra        |
| 67  | L'enigma della caverna    | Dicembre 1996         | Michele Medda                      | Michele Medda                      | Germano Bonazzi        |

### 1997
| Nr. | Titolo                  | Mese di pubblicazione | Soggetto                      | Sceneggiatura                 | Disegni                |
| --- | ----------------------- | --------------------- | ----------------------------- | ----------------------------- | ---------------------- |
| 68  | Il pianeta rosso        | Gennaio 1997          | Michele Medda                 | Michele Medda                 | Germano Bonazzi        |
| 69  | Cacciatori di virus     | Febbraio 1997         | Bepi Vigna                    | Bepi Vigna                    | Onofrio Catacchio      |
| 70  | Istinto primordiale     | Marzo 1997            | Michele Medda                 | Michele Medda                 | Ernestino Michelazzo   |
| 71  | Blocco mentale          | Aprile 1997           | Bepi Vigna                    | Bepi Vigna                    | Andrea Cascioli        |
| 72  | Il sogno della farfalla | Maggio 1997           | Michele Medda                 | Michele Medda                 | Stefano Casini         |
| 73  | Un mondo di robot       | Giugno 1997           | Michele Medda                 | Michele Medda                 | Guido Masala           |
| 74  | L'orbita spezzata       | Luglio 1997           | Antonio Serra                 | Antonio Serra                 | Mario Atzori           |
| 75  | India                   | Agosto 1997           | Pasquale Ruju                 | Pasquale Ruju                 | Massimiliano Bertolini |
| 76  | Fenice                  | Settembre 1997        | Antonio Serra                 | Antonio Serra                 | Roberto De Angelis     |
| 77  | La Signora della Morte  | Ottobre 1997          | Antonio Serra                 | Antonio Serra                 | Roberto De Angelis     |
| 78  | L'angelo rosso          | Novembre 1997         | Stefano Piani, Alberto Ostini | Stefano Piani, Alberto Ostini | Paolo Di Clemente      |
| 79  | Incubo nello spazio     | Dicembre 1997         | Stefano Vietti                | Stefano Vietti                | Dante Bastianoni       |

### 1998
| Nr. | Titolo                  | Mese di pubblicazione | Soggetto                           | Sceneggiatura                      | Disegni              |
| --- | ----------------------- | --------------------- | ---------------------------------- | ---------------------------------- | -------------------- |
| 80  | Dopo la rivoluzione     | Gennaio 1998          | Alberto Ostini                     | Alberto Ostini                     | Ivan Calcaterra      |
| 81  | Concerto mortale        | Febbraio 1998         | Riccardo Secchi                    | Riccardo Secchi                    | Andrea Mutti         |
| 82  | Il vigilante            | Marzo 1998            | Bepi Vigna                         | Bepi Vigna                         | Onofrio Catacchio    |
| 83  | La notte dei dannati    | Aprile 1998           | Stefano Piani                      | Stefano Piani                      | Francesco Bastianoni |
| 84  | Midnight blues          | Maggio 1998           | Alberto Ostini                     | Alberto Ostini                     | Germano Bonazzi      |
| 85  | La maschera di ferro    | Giugno 1998           | Stefano Piani                      | Stefano Piani                      | Paolo Di Clemente    |
| 86  | La lunga notte          | Luglio 1998           | Stefano Vietti                     | Stefano Vietti                     | Luigi Simeoni        |
| 87  | Terrore dal sottosuolo  | Agosto 1998           | Alberto Lisiero, Gabriella Cordone | Alberto Lisiero, Gabriella Cordone | Ernestino Michelazzo |
| 88  | I signori di Marte      | Settembre 1998        | Alberto Lisiero, Gabriella Cordone | Alberto Lisiero, Gabriella Cordone | Ernestino Michelazzo |
| 89  | Vite passate            | Ottobre 1998          | Stefano Vietti                     | Stefano Vietti                     | Andrea Artusi        |
| 90  | Primo livello           | Novembre 1998         | Gianni Brusasca                    | Gianni Brusasca                    | Francesco Bastianoni |
| 91  | Il segreto di Babilonia | Dicembre 1998         | Antonio Serra                      | Stefano Vietti                     | Paolo Di Clemente    |

### 1999
| Nr. | Titolo                     | Mese di pubblicazione | Soggetto        | Sceneggiatura   | Disegni                |
| --- | -------------------------- | --------------------- | --------------- | --------------- | ---------------------- |
| 92  | Visioni dal futuro         | Gennaio 1999          | Bepi Vigna      | Bepi Vigna      | Antonio Fara           |
| 93  | La città del vizio         | Febbraio 1999         | Stefano Piani   | Stefano Piani   | Matteo Resinanti       |
| 94  | La dama di ghiaccio        | Marzo 1999            | Pasquale Ruju   | Pasquale Ruju   | Romeo Toffanetti       |
| 95  | Verso la libertà           | Aprile 1999           | Alberto Ostini  | Alberto Ostini  | Germano Bonazzi        |
| 96  | La cortina del silenzio    | Maggio 1999           | Claudio Fattori | Claudio Fattori | Stefano Casini         |
| 97  | Oltre il tempo e lo spazio | Giugno 1999           | Stefano Vietti  | Stefano Vietti  | Paolo Di Clemente      |
| 98  | Il divoratore di mondi     | Luglio 1999           | Stefano Vietti  | Stefano Vietti  | Giancarlo Olivares     |
| 99  | La vendetta di Selena      | Agosto 1999           | Antonio Serra   | Antonio Serra   | Roberto De Angelis     |
| 100 | Il numero cento            | Settembre 1999        | Bepi Vigna      | Bepi Vigna      | Roberto De Angelis     |
| 101 | Paura dal profondo         | Ottobre 1999          | Stefano Piani   | Stefano Piani   | Andrea Mutti           |
| 102 | Una canzone per Sara       | Novembre 1999         | Michele Medda   | Michele Medda   | Roberto De Angelis     |
| 103 | Fuga disperata             | Dicembre 1999         | Stefano Vietti  | Stefano Vietti  | Massimiliano Bertolini |

### 2000
| Nr. | Titolo                     | Mese di pubblicazione | Soggetto           | Sceneggiatura      | Disegni              |
| --- | -------------------------- | --------------------- | ------------------ | ------------------ | -------------------- |
| 104 | Il nemico nell'ombra       | Gennaio 2000          | Michele Medda      | Michele Medda      | Stefano Casini       |
| 105 | Missione ad alto rischio   | Febbraio 2000         | Stefano Piani      | Stefano Piani      | Mario Alberti        |
| 106 | Il patto                   | Marzo 2000            | Bepi Vigna         | Bepi Vigna         | Roberto De Angelis   |
| 107 | Alfa                       | Aprile 2000           | Stefano Vietti     | Stefano Vietti     | Giancarlo Olivares   |
| 108 | Dalle ceneri               | Maggio 2000           | Alberto Ostini     | Alberto Ostini     | Ernestino Michelazzo |
| 109 | Torbido intrigo            | Giugno 2000           | Stefano Piani      | Stefano Piani      | Andrea Cascioli      |
| 110 | La star                    | Luglio 2000           | Stefano Piani      | Stefano Piani      | Matteo Resinanti     |
| 111 | Le belve                   | Agosto 2000           | Michele Medda      | Michele Medda      | Stefano Casini       |
| 112 | La città sotterranea       | Settembre 2000        | Bepi Vigna         | Bepi Vigna         | Romeo Toffanetti     |
| 113 | Flashpoint                 | Ottobre 2000          | Michele Medda      | Michele Medda      | Guido Masala         |
| 114 | Alta finanza               | Novembre 2000         | Alfonso Sammartino | Alfonso Sammartino | Ivan Calcaterra      |
| 115 | I Signori della preistoria | Dicembre 2000         | Riccardo Secchi    | Riccardo Secchi    | Paolo Di Clemente    |

### 2001
| Nr. | Titolo                | Mese di pubblicazione | Soggetto          | Sceneggiatura     | Disegni                |
| --- | --------------------- | --------------------- | ----------------- | ----------------- | ---------------------- |
| 116 | Viaggio nel tempo     | Gennaio 2001          | Stefano Vietti    | Stefano Vietti    | Giancarlo Olivares     |
| 117 | L'anima della città   | Febbraio 2001         | Alberto Ostini    | Alberto Ostini    | Andrea Cascioli        |
| 118 | Il “Territorio”       | Marzo 2001            | Stefano Vietti    | Stefano Vietti    | Massimiliano Bertolini |
| 119 | L'infiltrato          | Aprile 2001           | Alberto Ostini    | Alberto Ostini    | Paolo Di Clemente      |
| 120 | Infiniti universi     | Maggio 2001           | Michele Medda     | Michele Medda     | Roberto De Angelis     |
| 121 | Network               | Giugno 2001           | Bepi Vigna        | Bepi Vigna        | Romeo Toffanetti       |
| 122 | Segnali dallo spazio  | Luglio 2001           | Michele Medda     | Michele Medda     | Roberto De Angelis     |
| 123 | Piste infuocate       | Agosto 2001           | Stefano Marzorati | Stefano Marzorati | Andrea Mutti           |
| 124 | Punto zero            | Settembre 2001        | Stefano Marzorati | Stefano Marzorati | Andrea Mutti           |
| 125 | Chi è Solomon Darver? | Ottobre 2001          | Antonio Serra     | Alberto Ostini    | Giancarlo Olivares     |
| 126 | Città violenta        | Novembre 2001         | Stefano Piani     | Stefano Piani     | Massimiliano Bertolini |
| 127 | Corsa contro la morte | Dicembre 2001         | Pasquale Ruju     | Pasquale Ruju     | Stefano Casini         |

### 2002
| Nr. | Titolo                        | Mese di pubblicazione | Soggetto        | Sceneggiatura                | Disegni            |
| --- | ----------------------------- | --------------------- | --------------- | ---------------------------- | ------------------ |
| 128 | Il risveglio di Thor 14       | Gennaio 2002          | Pasquale Ruju   | Pasquale Ruju                | Stefano Casini     |
| 129 | I prigionieri dell'isola      | Febbraio 2002         | Michele Medda   | Michele Medda                | Onofrio Catacchio  |
| 130 | La vera storia di Mister Alfa | Marzo 2002            | Riccardo Secchi | Riccardo Secchi              | Giancarlo Olivares |
| 131 | Il mistero della terza luna   | Aprile 2002           | Bepi Vigna      | Bepi Vigna                   | Roberto De Angelis |
| 132 | Venti di guerra               | Maggio 2002           | Stefano Vietti  | Stefano Vietti               | Fabio Jacomelli    |
| 133 | Il nido delle Aquile          | Giugno 2002           | Stefano Vietti  | Stefano Vietti               | Fabio Jacomelli    |
| 134 | Ombre del passato             | Luglio 2002           | Bepi Vigna      | Bepi Vigna                   | Romeo Toffanetti   |
| 135 | Nemico pubblico               | Agosto 2002           | Antonio Serra   | Antonio Serra, Stefano Piani | Germano Bonazzi    |
| 136 | Midian                        | Settembre 2002        | Antonio Serra   | Stefano Piani                | Germano Bonazzi    |
| 137 | Il mutante                    | Ottobre 2002          | Antonio Serra   | Stefano Piani                | Germano Bonazzi    |
| 138 | Codice Zero                   | Novembre 2002         | Stefano Vietti  | Stefano Vietti               | Gigi Simeoni       |
| 139 | Vita artificiale              | Dicembre 2002         | Alberto Ostini  | Alberto Ostini               | Patrizia Mandanici |

### 2003
| Nr. | Titolo                     | Mese di pubblicazione | Soggetto           | Sceneggiatura      | Disegni                |
| --- | -------------------------- | --------------------- | ------------------ | ------------------ | ---------------------- |
| 140 | Legittima difesa           | Gennaio 2003          | Riccardo Secchi    | Riccardo Secchi    | Ivan Calcaterra        |
| 141 | La morte bianca            | Febbraio 2003         | Stefano Vietti     | Stefano Vietti     | Stefano Casini         |
| 142 | Il prezzo del potere       | Marzo 2003            | Stefano Piani      | Stefano Piani      | Francesco Bastianoni   |
| 143 | Sfida nello spazio         | Aprile 2003           | Stefano Piani      | Stefano Piani      | Massimiliano Bertolini |
| 144 | Il segreto della creatura  | Maggio 2003           | Bepi Vigna         | Bepi Vigna         | Antonio Fara           |
| 145 | Il dolore della memoria    | Giugno 2003           | Stefano Piani      | Stefano Piani      | Luigi Simeoni          |
| 146 | Il Predicatore             | Luglio 2003           | Alfonso Sammartino | Alfonso Sammartino | Germano Bonazzi        |
| 147 | Tecnodroidi!               | Agosto 2003           | Stefano Vietti     | Stefano Vietti     | Dante Bastianoni       |
| 148 | L'alba dell'Apocalisse     | Settembre 2003        | Stefano Vietti     | Stefano Vietti     | Andrea Cascioli        |
| 149 | Aristotele Skotos          | Ottobre 2003          | Stefano Vietti     | Stefano Vietti     | Andrea Cascioli        |
| 150 | Shaolin                    | Novembre 2003         | Bepi Vigna         | Bepi Vigna         | Andrea Mutti           |
| 151 | Un caso per Salomon Darver | Dicembre 2003         | Angelica Tintori   | Angelica Tintori   | Paolo Di Clemente      |

### 2004
| Nr. | Titolo                  | Mese di pubblicazione | Soggetto        | Sceneggiatura   | Disegni                             |
| --- | ----------------------- | --------------------- | --------------- | --------------- | ----------------------------------- |
| 152 | La strage               | Gennaio 2004          | Riccardo Secchi | Riccardo Secchi | Matteo Resinanti                    |
| 153 | Il volto del lupo       | Febbraio 2004         | Alberto Ostini  | Alberto Ostini  | Patrizia Mandanici                  |
| 154 | L'astronave del passato | Marzo 2004            | Bepi Vigna      | Bepi Vigna      | Romeo Toffanetti                    |
| 155 | Alta velocità           | Aprile 2004           | Pasquale Ruju   | Pasquale Ruju   | Stefano Casini                      |
| 156 | La foresta della paura  | Maggio 2004           | Stefano Piani   | Stefano Piani   | Massimiliano Bertolini              |
| 157 | Ultimatum alla Terra    | Giugno 2004           | Stefano Vietti  | Stefano Vietti  | Roberto De Angelis, Germano Bonazzi |
| 158 | Dichiarazione di guerra | Luglio 2004           | Stefano Vietti  | Stefano Vietti  | Germano Bonazzi                     |
| 159 | Il giorno degli eroi    | Agosto 2004           | Stefano Vietti  | Stefano Vietti  | Paolo Di Clemente                   |
| 160 | Sotto la maschera       | Settembre 2004        | Stefano Vietti  | Stefano Vietti  | Roberto De Angelis                  |
| 161 | La caduta di Urania     | Ottobre 2004          | Stefano Vietti  | Stefano Vietti  | Roberto De Angelis                  |
| 162 | Dopo l'Apocalisse       | Novembre 2004         | Michele Medda   | Michele Medda   | Giancarlo Olivares                  |
| 163 | La squadra segreta      | Dicembre 2004         | Michele Medda   | Michele Medda   | Giancarlo Olivares                  |

### 2005
| Nr. | Titolo                     | Mese di pubblicazione | Soggetto       | Sceneggiatura  | Disegni                |
| --- | -------------------------- | --------------------- | -------------- | -------------- | ---------------------- |
| 164 | L'ultimo addio             | Gennaio 2005          | Michele Medda  | Michele Medda  | Giancarlo Olivares     |
| 165 | Le giungle di Marte        | Febbraio 2005         | Stefano Vietti | Stefano Vietti | Andrea Cascioli        |
| 166 | Obiettivo Gordon           | Marzo 2005            | Stefano Vietti | Stefano Vietti | Andrea Cascioli        |
| 167 | La nave dei dannati        | Aprile 2005           | Stefano Vietti | Stefano Vietti | Andrea Cascioli        |
| 168 | Il carnefice               | Maggio 2005           | Alberto Ostini | Alberto Ostini | Antonella Platano      |
| 169 | L'Enigmista                | Giugno 2005           | Bepi Vigna     | Bepi Vigna     | Gigi Simeoni           |
| 170 | City gangs                 | Luglio 2005           | Alberto Ostini | Alberto Ostini | Andrea Bormida         |
| 171 | I tecnopati                | Agosto 2005           | Alberto Ostini | Alberto Ostini | Andrea Bormida         |
| 172 | La cognizione del dolore   | Settembre 2005        | Alberto Ostini | Alberto Ostini | Paolo Di Clemente      |
| 173 | Mandato per un omicidio    | Ottobre 2005          | Michele Medda  | Michele Medda  | Stefano Casini         |
| 174 | Intrigo su Melpomene       | Novembre 2005         | Michele Medda  | Michele Medda  | Stefano Casini         |
| 175 | Nicole Bayeux, agente Alfa | Dicembre 2005         | Stefano Vietti | Stefano Vietti | Massimiliano Bertolini |

### 2006
| Nr. | Titolo                      | Mese di pubblicazione | Soggetto       | Sceneggiatura  | Disegni            |
| --- | --------------------------- | --------------------- | -------------- | -------------- | ------------------ |
| 176 | Nel nome della giustizia    | Gennaio 2006          | Stefano Vietti | Stefano Vietti | Andrea Bormida     |
| 177 | Il Circo Bianco             | Febbraio 2006         | Stefano Vietti | Stefano Vietti | Patrizia Mandanici |
| 178 | Il signore dei cloni        | Marzo 2006            | Stefano Vietti | Stefano Vietti | Giancarlo Olivares |
| 179 | Heliopolis                  | Aprile 2006           | Stefano Vietti | Stefano Vietti | Giancarlo Olivares |
| 180 | Le voci di ieri             | Maggio 2006           | Michele Medda  | Michele Medda  | Stefano Casini     |
| 181 | La macchina nera            | Giugno 2006           | Stefano Vietti | Stefano Vietti | Andrea Bormida     |
| 182 | Il segreto dei numeri primi | Luglio 2006           | Bepi Vigna     | Bepi Vigna     | Patrizia Mandanici |
| 183 | Base Artica                 | Agosto 2006           | Stefano Vietti | Stefano Vietti | Paolo Di Clemente  |
| 184 | Prigionieri di un incubo    | Settembre 2006        | Stefano Vietti | Stefano Vietti | Paolo Di Clemente  |
| 185 | Morte nello spazio          | Ottobre 2006          | Stefano Vietti | Stefano Vietti | Maurizio Gradin    |
| 186 | Venus Sky-Lab               | Novembre 2006         | Bepi Vigna     | Bepi Vigna     | Romeo Toffanetti   |
| 187 | Sara Mc Bain                | Dicembre 2006         | Michele Medda  | Michele Medda  | Roberto De Angelis |

### 2007
| Nr. | Titolo                    | Mese di pubblicazione | Soggetto       | Sceneggiatura  | Disegni                           |
| --- | ------------------------- | --------------------- | -------------- | -------------- | --------------------------------- |
| 188 | I figli dell'Apocalisse   | Gennaio 2007          | Michele Medda  | Michele Medda  | Roberto De Angelis                |
| 189 | Sfida nell'ignoto         | Febbraio 2007         | Alberto Ostini | Alberto Ostini | Patrizia Mandanici                |
| 190 | Le spirali del multiverso | Marzo 2007            | Stefano Vietti | Stefano Vietti | Andrea Bormida                    |
| 191 | La città delle tenebre    | Aprile 2007           | Stefano Vietti | Stefano Vietti | Stefano Casini                    |
| 192 | L'alleanza                | Maggio 2007           | Alberto Ostini | Alberto Ostini | Mario Atzori                      |
| 193 | La legge del sangue       | Giugno 2007           | Alberto Ostini | Alberto Ostini | Matteo Resinanti, Stefano Martino |
| 194 | Le strade di New York     | Luglio 2007           | Stefano Vietti | Stefano Vietti | Paolo di Clemente                 |
| 195 | Il mistero di Sub City    | Agosto 2007           | Stefano Vietti | Stefano Vietti | Paolo di Clemente                 |
| 196 | Nelle mani dell'assassino | Settembre 2007        | Stefano Vietti | Stefano Vietti | Paolo di Clemente                 |
| 197 | Quando la città muore     | Ottobre 2007          | Stefano Vietti | Stefano Vietti | Paolo di Clemente                 |
| 198 | La vita oltre la vita     | Novembre 2007         | Stefano Vietti | Stefano Vietti | Giancarlo Olivares                |
| 199 | La vendetta               | Dicembre 2007         | Stefano Vietti | Stefano Vietti | Giancarlo Olivares                |

### 2008
| Nr. | Titolo                     | Mese di pubblicazione | Soggetto         | Sceneggiatura    | Disegni                                                                                                   |
| --- | -------------------------- | --------------------- | ---------------- | ---------------- | --- |
| 200 | L'ultimo anello            | Gennaio 2008          | Bepi Vigna       | Bepi Vigna       | Germano Bonazzi                                                                                           |
| 201 | L'inafferrabile            | Febbraio 2008         | Michele Medda    | Michele Medda    | Roberto de Angelis                                                                                        |
| 202 | La torre dell'orologio     | Marzo 2008            | Michele Medda    | Michele Medda    | Roberto de Angelis                                                                                        |
| 203 | Il mondo di domani         | Aprile 2008           | Antonio Serra    | Antonio Serra    | Paolo Di Clemente, Stefano Martino, Giancarlo Olivares, Elena Pianta, Ivan Calcaterra, Roberto De Angelis |
| 204 | La guerra segreta          | Maggio 2008           | Stefano Piani    | Stefano Piani    | Ivan Calcaterra                                                                                           |
| 205 | L'enigma del senatore Kane | Giugno 2008           | Bepi Vigna       | Bepi Vigna       | Antonio Fara                                                                                              |
| 206 | Un uomo contro tutti       | Luglio 2008           | Stefano Piani    | Stefano Piani    | Andrea Cascioli                                                                                           |
| 207 | Controllo totale           | Agosto 2008           | Stefano Piani    | Stefano Piani    | Andrea Cascioli                                                                                           |
| 208 | Il figlio scomparso        | Settembre 2008        | Stefano Piani    | Stefano Piani    | Paolo Di Clemente                                                                                         |
| 209 | Giochi di prestigio        | Ottobre 2008          | Alberto Ostini   | Alberto Ostini   | Mario Atzori, Oskar                                                                                       |
| 210 | La guerra dell'acqua       | Novembre 2008         | Stefano Piani    | Stefano Piani    | Andrea Cascioli                                                                                           |
| 211 | Il mostro nell'ombra       | Dicembre 2008         | Davide Rigamonti | Davide Rigamonti | Roberto De Angelis                                                                                        |

### 2009
| Nr. | Titolo                       | Mese di pubblicazione | Soggetto         | Sceneggiatura    | Disegni                          |
| --- | ---------------------------- | --------------------- | ---------------- | ---------------- | -------------------------------- |
| 212 | Vittime e carnefici          | Gennaio 2009          | Riccardo Secchi  | Riccardo Secchi  | Giancarlo Olivares               |
| 213 | Codice rosso                 | Febbraio 2009         | Stefano Piani    | Stefano Piani    | Andrea Cascioli                  |
| 214 | La talpa                     | Marzo 2009            | Stefano Piani    | Stefano Piani    | Andrea Cascioli                  |
| 215 | Ai confini del "Territorio"  | Aprile 2009           | Mirko Perniola   | Mirko Perniola   | Matteo Resinanti e Sergio Giardo |
| 216 | La bambina scomparsa         | Maggio 2009           | Gigi Simeoni     | Gigi Simeoni     | Gigi Simeoni                     |
| 217 | La fabbrica dei sogni        | Giugno 2009           | Gigi Simeoni     | Gigi Simeoni     | Gigi Simeoni                     |
| 218 | L'uomo di ghiaccio           | Luglio 2009           | Davide Rigamonti | Davide Rigamonti | Roberto De Angelis               |
| 219 | Vite dimenticate             | Agosto 2009           | Bepi Vigna       | Bepi Vigna       | Romeo Toffanetti                 |
| 220 | Nelle profondità dell'oceano | Settembre 2009        | Stefano Vietti   | Stefano Vietti   | Carlo Bellagamba (Giéz)          |
| 221 | Cold case                    | Ottobre 2009          | Stefano Piani    | Stefano Piani    | Ivan Calcaterra                  |
| 222 | Attacco informatico          | Novembre 2009         | Bepi Vigna       | Bepi Vigna       | Paolo Di Clemente                |
| 223 | Gravità zero                 | Dicembre 2009         | Bepi Vigna       | Bepi Vigna       | Paolo Di Clemente                |

### 2010
| Nr. | Titolo                     | Mese di pubblicazione | Soggetto                                                                | Sceneggiatura                                                           | Disegni |
| --- | -------------------------- | --------------------- | ----------------------------------------------------------------------- | ----------------------------------------------------------------------- | --- |
| 224 | Il Segreto di Calvin White | Gennaio 2010          | Davide Rigamonti                                                        | Davide Rigamonti                                                        | Giancarlo Olivares |
| 225 | L'esperimento              | Febbraio 2010         | Bepi Vigna                                                              | Bepi Vigna                                                              | Romeo Toffanetti |
| 226 | Aleph                      | Marzo 2010            | Stefano Piani                                                           | Stefano Piani                                                           | Andrea Cascioli |
| 227 | La donna del mistero       | Aprile 2010           | Stefano Piani                                                           | Stefano Piani                                                           | Andrea Cascioli |
| 228 | Divide et impera           | Maggio 2010           | Stefano Piani                                                           | Stefano Piani                                                           | Andrea Cascioli |
| 229 | La collana di giada        | Giugno 2010           | Alberto Ostini                                                          | Alberto Ostini                                                          | Max Bertolini |
| 230 | La vera storia di Frank B. | Luglio 2010           | Bepi Vigna                                                              | Bepi Vigna                                                              | Paolo Di Clemente |
| 231 | Memorie del passato        | Agosto 2010           | Michele Medda, Antonio Serra, Bepi Vigna, Stefano Piani, Stefano Vietti | Michele Medda, Antonio Serra, Bepi Vigna, Stefano Piani, Stefano Vietti | Giuseppe Barbati, Paolo Di Clemente, Mario Jannì, Valentina Romeo, Romeo Toffanetti, Giancarlo Olivares, Ivan Calcaterra |
| 232 | Poteri mentali             | Settembre 2010        | Mirko Perniola                                                          | Mirko Perniola                                                          | Germano Bonazzi |
| 233 | Operazione Terra Mater     | Ottobre 2010          | Michele Medda                                                           | Michele Medda                                                           | Roberto De Angelis |
| 234 | La cittadella              | Novembre 2010         | Mirko Perniola                                                          | Mirko Perniola                                                          | Maurizio Gradin e Oskar                                                                                                  |
| 235 | La metamorfosi             | Dicembre 2010         | Mirko Perniola                                                          | Mirko Perniola                                                          | Andrea Cascioli |

### 2011
| Nr. | Titolo                      | Mese di pubblicazione | Soggetto         | Sceneggiatura    | Disegni                        |
| --- | --------------------------- | --------------------- | ---------------- | ---------------- | ------------------------------ |
| 236 | Il margine                  | Gennaio 2011          | Bepi Vigna       | Bepi Vigna       | Romeo Toffanetti               |
| 237 | Minaccia nucleare           | Febbraio 2011         | Bepi Vigna       | Bepi Vigna       | Romeo Toffanetti               |
| 238 | Il museo dei ricordi        | Marzo 2011            | Davide Rigamonti | Davide Rigamonti | Max Bertolini                  |
| 239 | I Pretoriani                | Aprile 2011           | Bepi Vigna       | Bepi Vigna       | Germano Bonazzi                |
| 240 | Il tempio delle Telepati    | Maggio 2011           | Stefano Vietti   | Stefano Vietti   | Fabio Jacomelli                |
| 241 | Le abitatrici dell'oscurità | Giugno 2011           | Stefano Vietti   | Stefano Vietti   | Simona Denna e Silvia Corbetta |
| 242 | Imperium                    | Luglio 2011           | Bepi Vigna       | Bepi Vigna       | Germano Bonazzi                |
| 243 | Incursione notturna         | Agosto 2011           | Bepi Vigna       | Bepi Vigna       | Germano Bonazzi                |
| 244 | Distruzione!                | Settembre 2011        | Stefano Vietti   | Stefano Vietti   | Giancarlo Olivares             |
| 245 | Il giorno più lungo         | Ottobre 2011          | Stefano Vietti   | Stefano Vietti   | Giancarlo Olivares             |
| 246 | I difensori                 | Novembre 2011         | Stefano Vietti   | Stefano Vietti   | Sergio Giardo                  |
| 247 | L'Uni-mente                 | Dicembre 2011         | Stefano Vietti   | Stefano Vietti   | Roberto De Angelis             |

### 2012
| Nr. | Titolo                       | Mese di pubblicazione | Soggetto       | Sceneggiatura                  | Disegni                                                        |
| --- | ---------------------------- | --------------------- | -------------- | ------------------------------ | -------------------------------------------------------------- |
| 248 | Scontro finale               | Gennaio 2012          | Stefano Vietti | Stefano Vietti                 | Roberto De Angelis, Giuseppe Barbati e Luca Casalanguida       |
| 249 | Cielo di fuoco               | Febbraio 2012         | Stefano Vietti | Stefano Vietti                 | Guido Masala e Giacomo Pueroni                                 |
| 250 | Il segreto di Sigmund        | Marzo 2012            | Antonio Serra  | Mirko Perniola                 | Sergio Giardo                                                  |
| 251 | Il faro di Alessandria       | Aprile 2012           | Antonio Serra  | Davide Rigamonti               | Ivan Calcaterra                                                |
| 252 | Nel cuore della macchina     | Maggio 2012           | Antonio Serra  | Davide Rigamonti               | Patrizia Mandanici                                             |
| 253 | Omega                        | Giugno 2012           | Antonio Serra  | Antonio Serra e Mirko Perniola | Simona Denna e Silvia Corbetta                                 |
| 254 | Le chiavi del futuro         | Luglio 2012           | Antonio Serra  | Mirko Perniola                 | Valentina Romeo, Guido Masala, Gino Vercelli e Silvia Corbetta |
| 255 | Il morbo della città perduta | Agosto 2012           | Mirko Perniola | Mirko Perniola                 | Andrea Cascioli                                                |
| 256 | Mutazione!                   | Settembre 2012        | Mirko Perniola | Mirko Perniola                 | Andrea Cascioli                                                |
| 257 | La megalopoli                | Ottobre 2012          | Antonio Serra  | Antonio Serra                  | Sergio Giardo e Francesca Palomba                              |
| 258 | Haiku                        | Novembre 2012         | Alberto Ostini | Alberto Ostini                 | Valentina Romeo                                                |
| 259 | Gli innocenti                | Dicembre 2012         | Bepi Vigna     | Bepi Vigna                     | Germano Bonazzi                                                |

### 2013
| Nr. | Titolo                         | Mese di pubblicazione | Soggetto                        | Sceneggiatura                   | Disegni                            |
| --- | ------------------------------ | --------------------- | ------------------------------- | ------------------------------- | ---------------------------------- |
| 260 | Sirya                          | Gennaio 2013          | Lucio Sammartino                | Lucio Sammartino                | Anna Lazzarini                     |
| 261 | La stirpe di Tiamat            | Febbraio 2013         | Davide Rigamonti                | Davide Rigamonti                | Maurizio Gradin                    |
| 262 | L'ultimo regalo                | Marzo 2013            | Davide Rigamonti                | Davide Rigamonti                | Romeo Toffanetti                   |
| 263 | Lo spettro del futuro          | Aprile 2013           | Giovanni Eccher                 | Giovanni Eccher                 | Sergio Giardo                      |
| 264 | Oscuri segreti                 | Maggio 2013           | Riccardo Secchi                 | Riccardo Secchi                 | Andrea Bormida                     |
| 265 | Eroi nella polvere             | Giugno 2013           | Davide Rigamonti e Davide Barzi | Davide Rigamonti e Davide Barzi | Roberto Dakar Meli e Ivan Fiorelli |
| 266 | Doppia indagine                | Luglio 2013           | Mirko Perniola                  | Mirko Perniola                  | Andrea Cascioli                    |
| 267 | Sulle tracce del serial killer | Agosto 2013           | Mirko Perniola                  | Mirko Perniola                  | Valentino Forlini                  |
| 268 | Guinea pigs                    | Settembre 2013        | Mirko Perniola e Antonio Serra  | Mirko Perniola e Antonio Serra  | Gino Vercelli e Sergio Giardo      |
| 269 | Sangue nell'arena              | Ottobre 2013          | Giovanni Eccher                 | Giovanni Eccher                 | Gino Vercelli e Patrizia Mandanici |
| 270 | Effetto domino                 | Novembre 2013         | Giovanni Eccher                 | Giovanni Eccher                 | Patrizia Mandanici                 |
| 271 | L'origine della specie         | Dicembre 2013         | Sergio Masperi                  | Sergio Masperi                  | Paolo Di Clemente                  |

### 2014
| Nr. | Titolo                    | Mese di pubblicazione | Soggetto          | Sceneggiatura     | Disegni                            |
| --- | ------------------------- | --------------------- | ----------------- | ----------------- | ---------------------------------- |
| 272 | Il fiume della paura      | Gennaio 2014          | Sergio Masperi    | Sergio Masperi    | Paolo Di Clemente                  |
| 273 | Le lacrime della sirena   | Febbraio 2014         | Davide Rigamonti  | Davide Rigamonti  | Romeo Toffanetti                   |
| 274 | Operazione Luna           | Marzo 2014            | Alberto Ostini    | Alberto Ostini    | Simona Denna e Francesca Palomba   |
| 275 | Il potere e la spada      | Aprile 2014           | Alberto Ostini    | Alberto Ostini    | Elena Pianta                       |
| 276 | Sulle orme di Temujin     | Maggio 2014           | Alberto Ostini    | Alberto Ostini    | Lucilla Stellato                   |
| 277 | Panem et circenses        | Giugno 2014           | Mirko Perniola    | Mirko Perniola    | Mario Jannì                        |
| 278 | La cosa giusta            | Luglio 2014           | Davide Rigamonti  | Davide Rigamonti  | Max Bertolini                      |
| 279 | La ricordante             | Agosto 2014           | Mirko Perniola    | Mirko Perniola    | Michela Da Sacco e Stefano Santoro |
| 280 | Il demone intermittente   | Settembre 2014        | Bepi Vigna        | Bepi Vigna        | Romeo Toffanetti                   |
| 281 | Strage sul fondo          | Ottobre 2014          | Giovanni Gualdoni | Giovanni Gualdoni | Paolo Di Clemente                  |
| 282 | La sconfitta              | Novembre 2014         | Mirko Perniola    | Mirko Perniola    | Lucilla Stellato                   |
| 283 | Gli uomini del presidente | Dicembre 2014         | Giovanni Eccher   | Giovanni Eccher   | Emanuele Boccanfuso                |

### 2015
| Nr. | Titolo                      | Mese di pubblicazione | Soggetto                             | Sceneggiatura                        | Disegni                            |
| --- | --------------------------- | --------------------- | ------------------------------------ | ------------------------------------ | ---------------------------------- |
| 284 | Rivelazione                 | Gennaio 2015          | Giovanni Eccher                      | Giovanni Eccher                      | Ivan Fiorelli                      |
| 285 | La mela di Eris             | Febbraio 2015         | Giovanni Eccher                      | Giovanni Eccher                      | Sergio Giardo                      |
| 286 | L'angelo della distruzione  | Marzo 2015            | Giovanni Eccher                      | Giovanni Eccher                      | Sergio Giardo                      |
| 287 | La rapina                   | Aprile 2015           | Stefano Piani                        | Stefano Piani                        | Guido Masala e Giacomo Pueroni     |
| 288 | Senza via di scampo         | Maggio 2015           | Mirko Perniola                       | Mirko Perniola                       | Valentino Forlini                  |
| 289 | Con gli occhi delle stelle  | Giugno 2015           | Mirko Perniola                       | Mirko Perniola                       | Valentino Forlini                  |
| 290 | Quando il sogno finisce     | Luglio 2015           | Davide Rigamonti                     | Davide Rigamonti                     | Silvia Corbetta                    |
| 291 | Le prime radici             | Agosto 2015           | Riccardo Secchi                      | Riccardo Secchi                      | Simona Denna                       |
| 292 | Yana e il drago             | Settembre 2015        | Davide Barzi e Mirko Perniola        | Davide Barzi e Mirko Perniola        | Vanessa Belardo e Lucilla Stellato |
| 293 | Giustizia per Elodie Carter | Ottobre 2015          | Giuliano Ramella                     | Giuliano Ramella                     | Max Bertolini                      |
| 294 | Gargoyle                    | Novembre 2015         | Giovanni Eccher                      | Giovanni Eccher                      | Stefano Martino                    |
| 295 | Scacco matto                | Dicembre 2015         | Giovanni Gualdoni e Davide Rigamonti | Giovanni Gualdoni e Davide Rigamonti | Ivan Zoni                          |

### 2016
| Nr. | Titolo                  | Mese di pubblicazione | Soggetto        | Sceneggiatura   | Disegni             |
| --- | ----------------------- | --------------------- | --------------- | --------------- | ------------------- |
| 296 | Metropolitan Hospital   | Gennaio 2016          | Diego Cajelli   | Diego Cajelli   | Francesco Mortarino |
| 297 | La lunga marcia         | Febbraio 2016         | Thomas Pistoia  | Thomas Pistoia  | Emanuele Boccanfuso |
| 298 | Niente è per sempre     | Marzo 2016            | Giovanni Eccher | Giovanni Eccher | Romeo Toffanetti    |
| 299 | Addio, Mac              | Aprile 2016           | Giovanni Eccher | Giovanni Eccher | Romeo Toffanetti    |
| 300 | Altri mondi             | Maggio 2016           | Bepi Vigna      | Bepi Vigna      | Roberto De Angelis  |
| 301 | Il giorno del giudizio  | Giugno 2016           | Antonio Serra   | Antonio Serra   | Sergio Giardo       |
| 302 | Vite sconosciute        | Luglio 2016           | Antonio Serra   | Antonio Serra   | Sergio Giardo       |
| 303 | I signori dell'eternità | Agosto 2016           | Antonio Serra   | Antonio Serra   | Sergio Giardo       |
| 304 | Dove muoiono le stelle  | Settembre 2016        | Michele Medda   | Michele Medda   | Germano Bonazzi     |
| 305 | Il viandante            | Ottobre 2016          | Riccardo Secchi | Riccardo Secchi | Ivan Calcaterra     |
| 306 | Abisso di dolore        | Novembre 2016         | Riccardo Secchi | Riccardo Secchi | Sergio Giardo       |
| 307 | Figli della violenza    | Dicembre 2016         | Riccardo Secchi | Riccardo Secchi | Ivan Zoni           |

### 2017
| Nr. | Titolo                 | Mese di pubblicazione | Soggetto                            | Sceneggiatura                        | Disegni                                               |
| --- | ---------------------- | --------------------- | ----------------------------------- | ------------------------------------ | ----------------------------------------------------- |
| 308 | La scuola dell'odio    | Gennaio 2017          | Riccardo Secchi                     | Riccardo Secchi                      | Giuseppe Barbati, Daniele Fabiani e Alessandro Fusari |
| 309 | Il vero futuro         | Febbraio 2017         | Riccardo Secchi                     | Riccardo Secchi                      | Lucilla Stellato e Alessandro Fusari                  |
| 310 | Real history           | Marzo 2017            | Stefano Munarini                    | Giovanni Gualdoni e Davide Rigamonti | Matteo Resinanti e Antonella Vicari                   |
| 311 | Il germe della follia  | Aprile 2017           | Alessandro Russo                    | Alessandro Russo                     | Patrizia Mandanici                                    |
| 312 | Il canto di Gaia       | Maggio 2017           | Alberto Ostini e Mario Alberti      | Alberto Ostini                       | Mario Alberti                                         |
| 313 | Il caso Rose           | Giugno 2017           | Bepi Vigna                          | Bepi Vigna                           | Luigi Piccatto e Matteo Santaniello                   |
| 314 | Il caso Hoover         | Luglio 2017           | Bepi Vigna                          | Bepi Vigna                           | Luigi Piccatto, Renato Riccio e Andrea Broccardo      |
| 315 | Il caso Forbes         | Agosto 2017           | Bepi Vigna                          | Bepi Vigna                           | Luigi Piccatto, Matteo Santaniello e Cesare Valeri    |
| 316 | Il dilemma             | Settembre 2017        | Giuliano Ramella e Davide Rigamonti | Giuliano Ramella e Davide Rigamonti  | Valentino Forlini                                     |
| 317 | Ciò che non muore      | Ottobre 2017          | Davide Rigamonti                    | Davide Rigamonti                     | Mario Atzori                                          |
| 318 | Chi è senza peccato... | Novembre 2017         | Giovanni Eccher                     | Giovanni Eccher                      | Max Bertolini                                         |
| 319 | Oltre le linee nemiche | Dicembre 2017         | Mirko Perniola                      | Mirko Perniola                       | Andrea Cascioli                                       |

### 2018
| Nr. | Titolo                   | Mese di pubblicazione | Soggetto                                                | Sceneggiatura                                           | Disegni            |
| --- | ------------------------ | --------------------- | ------------------------------------------------------- | ------------------------------------------------------- | ------------------ |
| 320 | Black Out                | Gennaio 2018          | Giovanni Gualdoni                                       | Giovanni Gualdoni                                       | Mario Rossi        |
| 321 | Fuga da Europa           | Febbraio 2018         | Thomas Pistoia                                          | Thomas Pistoia                                          | Romeo Toffanetti   |
| 322 | Sugli asteroidi          | Marzo 2018            | Bepi Vigna                                              | Bepi Vigna                                              | Sergio Giardo      |
| 323 | Missione per un amico    | Aprile 2018           | Bepi Vigna                                              | Bepi Vigna                                              | Sergio Giardo      |
| 324 | Il segreto di Eve Lynam  | Maggio 2018           | Alberto Ostini                                          | Alberto Ostini                                          | Elena Pianta       |
| 325 | I reduci di Mellow Shore | Giugno 2018           | Giovanni Eccher                                         | Giovanni Eccher                                         | Pietro Vitrano     |
| 326 | Il confine della realtà  | Luglio 2018           | Alessandro Crippa                                       | Alessandro Crippa                                       | Stefano Martino    |
| 327 | Il poeta                 | Agosto 2018           | Bepi Vigna                                              | Bepi Vigna                                              | Romeo Toffanetti   |
| 328 | Repliche umane           | Settembre 2018        | Bepi Vigna                                              | Bepi Vigna                                              | Romeo Toffanetti   |
| 329 | Angelita                 | Ottobre 2018          | Mirko Perniola                                          | Mirko Perniola                                          | Oskar              |
| 330 | Le colpe dei padri       | Novembre 2018         | Mirko Perniola                                          | Mirko Perniola                                          | Oskar              |
| 331 | Codice fantasma          | Dicembre 2018         | Silvia Mericone, Maria Rita Porretto e Davide Rigamonti | Silvia Mericone, Maria Rita Porretto e Davide Rigamonti | Patrizia Mandanici |

### 2019
| Nr. | Titolo                           | Mese di pubblicazione | Soggetto                          | Sceneggiatura                     | Disegni                             |
| --- | -------------------------------- | --------------------- | --------------------------------- | --------------------------------- | ----------------------------------- |
| 332 | Etherea                          | Gennaio 2019          | Giorgio Salati                    | Giorgio Salati                    | Guido Masala                        |
| 333 | L'amore uccide                   | Febbraio 2019         | Mirko Perniola / Davide Rigamonti | Mirko Perniola / Davide Rigamonti | Paolo Di Clemente / Valentina Romeo |
| 334 | Rapimento alieno                 | Marzo 2019            | Michele Medda                     | Michele Medda                     | Elena Pianta                        |
| 335 | Elania è scomparsa               | Aprile 2019           | Davide Rigamonti                  | Davide Rigamonti                  | Vanessa Belardo                     |
| 336 | Incubi e paradisi                | Maggio 2019           | Davide Rigamonti                  | Davide Rigamonti                  | Fabrizio Busticchi / Luana Paesani  |
| 337 | Il passato è una terra straniera | Giugno 2019           | Bepi Vigna                        | Bepi Vigna                        | Giez                                |
| 338 | Attentato in Memorial Plaza      | Luglio 2019           | Giovanni Eccher                   | Giovanni Eccher                   | Paolo Di Clemente                   |
| 339 | Sfida alla Genetech              | Agosto 2019           | Giovanni Eccher                   | Giovanni Eccher                   | Andrea Cascioli                     |
| 340 | Un mondo di bambole              | Settembre 2019        | Piero Fissore                     | Piero Fissore                     | Melissa Zanella                     |
| 341 | L'ultima indagine                | Ottobre 2019          | Davide Rigamonti                  | Davide Rigamonti                  | Stefano Santoro                     |
| 342 | L'uomo al comando                | Novembre 2019         | Michele Medda / Alessandro Russo  | Michele Medda / Alessandro Russo  | Stefano Casini / Alessandro Russo   |
| 343 | Ostaggi!                         | Dicembre 2019         | Michele Medda                     | Michele Medda                     | Andrea Cascioli                     |

### 2020
| Nr. | Titolo                     | Mese di pubblicazione | Soggetto      | Sceneggiatura | Disegni              |
| --- | -------------------------- | --------------------- | ------------- | ------------- | -------------------- |
| 344 | Tradimento                 | Gennaio 2020          | Michele Medda | Michele Medda | Simona Denna         |
| 345 | L'altra metropoli          | Febbraio 2020         | Bepi Vigna    | Bepi Vigna    | Gino Vercelli        |
| 346 | La scena del crimine       | Marzo 2020            | Bepi Vigna    | Bepi Vigna    | Emanuele Boccanfuso  |
| 347 | La prossima vittima        | Aprile 2020           | Bepi Vigna    | Bepi Vigna    | Ivan Fiorelli        |
| 348 | Il cimitero dei giganti    | Maggio 2020           | Michele Medda | Michele Medda | Sergio Giardo        |
| 349 | Tigre                      | Giugno 2020           | Michele Medda | Michele Medda | Luca Maresca         |
| 350 | L'ultima notte sulla Terra | Luglio 2020           | Bepi Vigna    | Bepi Vigna    | Sergio Giardo        |
| 351 | L'ora del riscatto         | Agosto 2020           | Bepi Vigna    | Bepi Vigna    | Massimiliano Bergamo |
| 352 | I combattenti dell'isola   | Settembre 2020        | Michele Medda | Michele Medda | Stefano Casini       |
| 353 | Il protocollo Noah         | Ottobre 2020          | Michele Medda | Michele Medda | Elena Pianta         |
| 354 | La città del vento         | Novembre 2020         | Bepi Vigna    | Bepi Vigna    | Romeo Toffanetti     |
| 355 | Check point 23             | Dicembre 2020         | Bepi Vigna    | Bepi Vigna    | Romeo Toffanetti     |

### 2021
| Nr.     | Titolo                           | Mese di pubblicazione | Soggetto                                                               | Sceneggiatura                                                          | Disegni                     |
| ------- | -------------------------------- | --------------------- | ---------------------------------------------------------------------- | ---------------------------------------------------------------------- | --------------------------- |
| 356     | La verità di Steven Ross         | Gennaio 2021          | Bepi Vigna                                                             | Bepi Vigna                                                             | Maurizio Gradin             |
| 357     | Frammenti di un futuro possibile | Febbraio 2021         | Bepi Vigna                                                             | Bepi Vigna                                                             | Maurizio Gradin             |
| 358     | I pirati dei cieli               | Marzo 2021            | Sergio Masperi e Federico Memola                                       | Sergio Masperi e Federico Memola                                       | Massimo dall'Oglio          |
| 359     | Ritorno nel multiverso           | Aprile 2021           | Bepi Vigna                                                             | Bepi Vigna                                                             | Giez                        |
| 360     | L'uomo senza volto               | Maggio 2021           | Michele Medda                                                          | Michele Medda                                                          | Andrea Cascioli             |
| 361     | L'ultimo volo                    | Giugno 2021           | Michele Medda                                                          | Michele Medda                                                          | Simona Denna                |
| 361 bis | Oltre l'immaginazione            | Luglio 2021           | Bepi Vigna                                                             | Bepi Vigna                                                             | Germano Bonazzi             |
| 361 bis | Per un futuro migliore           | Luglio 2021           | Bepi Vigna in collaborazione con Ministero della transizione Ecologica | Bepi Vigna in collaborazione con Ministero della transizione Ecologica | Ivan Fiorelli               |
| 362     | La casa della gioia              | Luglio 2021           | Stefano Marzorati                                                      | Stefano Marzorati                                                      | Onofrio Catacchio           |
| 363     | Resurrezione                     | Agosto 2021           | Stefano Marzorati                                                      | Stefano Marzorati                                                      | Onofrio Catacchio           |
| 364     | Il fattore H                     | Settembre 2021        | Michele Medda                                                          | Michele Medda                                                          | Rosario Raho                |
| 365     | Memorie di un assassino          | Ottobre 2021          | Giovanni Eccher                                                        | Giovanni Eccher                                                        | Jannì Mario                 |
| 366     | Mister perfect                   | Novembre 2021         | Michele Medda                                                          | Michele Medda                                                          | Guido Masala e Elena Pianta |
| 367     | Olympus                          | Dicembre 2021         | Michele Medda                                                          | Michele Medda                                                          | Massimiliano Bergamo        |

### 2022
| Nr.     | Titolo                      | Mese di pubblicazione | Soggetto         | Sceneggiatura    | Disegni                                                           |
| ------- | --------------------------- | --------------------- | ---------------- | ---------------- | ----------------------------------------------------------------- |
| 368     | L'eredità di Skotos         | Gennaio 2022          | Bepi Vigna       | Bepi Vigna       | Germano Bonazzi, Romeo Toffanetti                                 |
| 369     | Commando omicida            | Febbraio 2022         | Bepi Vigna       | Bepi Vigna       | Max Bertolini                                                     |
| 370     | Indagine su un fantasma     | Marzo 2022            | Bepi Vigna       | Bepi Vigna       | Dante Bastianoni, Sergio Giardo                                   |
| 371     | Rigenerazione               | Aprile 2022           | Bepi Vigna       | Bepi Vigna       | Antonio Fara, Luciano Regazzoni                                   |
| 372     | La rabbia del metallo       | Maggio 2022           | Bepi Vigna       | Bepi Vigna       | Mario Jannì, Luana Paesani                                        |
| 373     | L'ombra della Yakuza        | Giugno 2022           | Bepi Vigna       | Bepi Vigna       | Dante Bastianoni, Germano Bonazzi                                 |
| 373 bis | La versione di Herschfeld   | Luglio 2022           | Davide Rigamonti | Davide Rigamonti | Lucia Arduini, Antonella Vicari, Matteo Resinanti, Pietro Vitrano |
| 374     | Il ritorno di Kal Skotos    | Luglio 2022           | Bepi Vigna       | Bepi Vigna       | Romeo Toffanetti                                                  |
| 375     | La rinascita                | Agosto 2022           | Bepi Vigna       | Bepi Vigna       | Sergio Giardo, Romeo Toffanetti                                   |
| 376     | Un luogo felice             | Settembre 2022        | Andrea Garagiola | Andrea Garagiola | Francesca Palomba                                                 |
| 377     | Il mistero di Elania Elmore | Ottobre 2022          | Bepi Vigna       | Bepi Vigna       | Germano Bonazzi                                                   |
| 378     | Il pianeta delle nebbie     | Novembre 2022         | Bepi Vigna       | Bepi Vigna       | Max Bertolini                                                     |
| 379     | Presenze                    | Dicembre 2022         | Bepi Vigna       | Bepi Vigna       | Max Bertolini                                                     |

### 2023
| Nr.     | Titolo                    | Mese di pubblicazione | Soggetto                      | Sceneggiatura    | Disegni                          |
| ------- | ------------------------- | --------------------- | ----------------------------- | ---------------- | -------------------------------- |
| 380     | In un mondo perfetto      | Gennaio 2023          | Michele Medda                 | Michele Medda    | Roberto De Angelis, Simona Denna |
| 381     | Storia di Aurore          | Febbraio 2023         | Alberto Ostini                | Alberto Ostini   | Silvia Corbetta                  |
| 382     | La vendicatrice           | Marzo 2023            | Michele Medda                 | Michele Medda    | Massimiliano Bergamo             |
| 383     | Ai confini della galassia | Aprile 2023           | Bepi Vigna                    | Bepi Vigna       | Max Bertolini                    |
| 384     | Il cuore di Sada          | Maggio 2023           | Bepi Vigna                    | Bepi Vigna       | Max Bertolini, Romeo Toffanetti  |
| 385     | Cicatrici dell'anima      | Giugno 2023           | Bepi Vigna                    | Bepi Vigna       | Max Bertolini, Romeo Toffanetti  |
| 385 bis | La cospirazione           | Luglio 2023           | Bepi Vigna                    | Bepi Vigna       | Germano Bonazzi                  |
| 386     | La vendetta di Skotos     | Luglio 2023           | Bepi Vigna                    | Bepi Vigna       | Max Bertolini, Dante Bastianoni  |
| 387     | Il branco                 | Agosto 2023           | Michele Medda                 | Michele Medda    | Rosario Raho                     |
| 388     | L'esule di Olympus        | Settembre 2023        | Michele Medda                 | Michele Medda    | Elena Pianta                     |
| 389     | La dea della guerra       | Ottobre 2023          | Michele Medda                 | Michele Medda    | Simona Denna, Mariano De Biase   |
| 390     | Orrore al New Path Lab    | Novembre 2023         | Davide Rigamonti              | Davide Rigamonti | Emanuele Boccanfuso              |
| 391     | ... la Terra si frantuma! | Dicembre 2023         | Luca Parmitano, Antonio Serra | Antonio Serra    | Sergio Giardo                    |

### 2024
| Nr.     | Titolo                   | Mese di pubblicazione | Soggetto         | Sceneggiatura    | Disegni                         |
| ------- | ------------------------ | --------------------- | ---------------- | ---------------- | ------------------------------- |
| 392     | Il segreto dell'Universo | Gennaio 2024          | Bepi Vigna       | Bepi Vigna       | Max Bertolini                   |
| 393     | I mutati degli abissi    | Febbraio 2024         | Bepi Vigna       | Bepi Vigna       | Germano Bonazzi                 |
| 394     | L'essenza dell'infinito  | Marzo 2024            | Davide Rigamonti | Davide Rigamonti | Mario Jannì                     |
| 395     | La legge della giungla   | Aprile 2024           | Giovanni Eccher  | Giovanni Eccher  | Max Bertolini                   |
| 396     | Braccati!                | Maggio 2024           | Giovanni Eccher  | Giovanni Eccher  | Max Bertolini                   |
| 397     | La soglia del tempo      | Giugno 2024           | Bepi Vigna       | Bepi Vigna       | Andrea Cascioli                 |
| 397 bis | Terra selvaggia          | Luglio 2024           | Michele Medda    | Michele Medda    | Massimiliano Bergamo            |
| 398     | La nuova era             | Luglio 2024           | Bepi Vigna       | Bepi Vigna       | Segio Giardo                    |
| 399     | Doctor robot             | Agosto 2024           | Michele Medda    | Michele Medda    | Silvia Corbetta                 |
| 400     | I padroni dei sogni      | Settembre 2024        | Michele Medda    | Michele Medda    | Rosario Raho                    |
| 401     | Paradossi universali     | Ottobre 2024          | Adriano Barone   | Adriano Barone   | Max Bartolini                   |
| 402     | Dipartimento 51          | Novembre 2024         | Adriano Barone   | Adriano Barone   | Sergio Giardo, Mariano De Biase |
| 403     | Multiversi               | Dicembre 2024         | Adriano Barone   | Adriano Barone   | Sergio Giardo                   |

### 2025
| Nr. | Titolo                       | Mese di pubblicazione | Soggetto         | Sceneggiatura    | Disegni             |
| --- | ---------------------------- | --------------------- | ---------------- | ---------------- | ------------------- |
| 404 | Il guerriero e l'esploratore | Gennaio 2025          | Adriano Barone   | Adriano Barone   | Sergio Giardo       |
| 405 | La guerra del nulla          | Febbraio 2025         | Bepi Vigna       | Bepi Vigna       | Romeo Toffanetti    |
| 406 | Il viaggio oscuro            | Marzo 2025            | Alberto Ostini   | Alberto Ostini   | Elena Pianta        |
| 407 | Il suono del ricordo         | Aprile 2025           | Giovanni Eccher  | Giovanni Eccher  | Dante Bastianoni    |
| 408 | L'entità di luce             | Maggio 2025           | Bepi Vigna       | Bepi Vigna       | Max Bertolini       |
| 409 | Arrestate Nathan Never!      | Giugno 2025           | Bepi Vigna       | Bepi Vigna       | Romeo Toffanetti    |
| 410 | Il mistero di Aquileia       | Luglio 2025           | Bepi Vigna       | Bepi Vigna       | Romeo Toffanetti    |
| 411 | Umano, troppo umano          | Agosto 2025           | Michele Medda    | Michele Medda    | Simona Denna        |
| 412 | La parte peggiore            | Settembre 2025        | Davide Rigamonti | Davide Rigamonti | Emanuele Boccanfuso |
|     |                              |                       |                  |                  |                     |